# Esma’il Gha’ani
Esma’il Gha’ani (ur. 8 marca 1957 w Meszhedzie) – irański wojskowy, od roku 2020 dowódca sił Ghods, jednostki specjalnej wchodzącej w skład Korpusu Strażników Rewolucji Islamskiej.

## Życiorys
W 1980 ochotniczo wstąpił do Korpusu Strażników Rewolucji Islamskiej. Walczył w jego szeregach w wojnie iracko-irańskiej. Krótko po zakończeniu wojny został zastępcą dowódcy sił lądowych Korpusu. Prawdopodobnie brał udział w operacjach Korpusu w Afganistanie, gdy Irańczycy wspierali Sojusz Północny przeciwko talibom. W 1997 objął stanowisko zastępcy dowódcy sił Ghods, w tym samym roku, gdy dowódcą jednostki specjalnej został gen. Ghasem Solejmani, jego przyjaciel z czasu wojny iracko-irańskiej. 
Gha’ani rzadko pojawiał się publicznie, zaś w swoich działaniach zajmował się głównie szyitami w Pakistanie i Afganistanie oraz państwami Azji Środkowej. Odpowiadał również za kierowanie wsparcia finansowego do wybranych grup zbrojnych poza granicami Iranu, m.in. w Afryce.
W 2012 został wpisany na listę irańskich polityków i wojskowych objętych sankcjami USA.
W styczniu 2020, po śmierci Ghasema Solejmaniego w amerykańskim zamachu, objął po nim dowództwo sił Ghods.